# Kostiantyniwka (hromada Subotci)
Kostiantyniwka (ukr. Костянтинівка) – wieś na Ukrainie, w obwodzie kirowohradzkim, w rejonie kropywnyckim, w hromadzie Subotci. W 2001 liczyła 265 mieszkańców, spośród których 249 wskazało jako ojczysty język ukraiński, 11 rosyjski, a 5 mołdawski.